# Andrena punctiventris
Andrena punctiventris är en biart som beskrevs av Morawitz 1876. Andrena punctiventris ingår i släktet sandbin, och familjen grävbin. Inga underarter finns listade i Catalogue of Life.